# Flora Napolitana
Flora Napolitana (abreujat Fl. Napol.) és un llibre il·lustrat amb descripcions botàniques que va ser escrit pel botànic italià Michele Tenore. Va ser publicat en cinc volums en els anys 1811-1838, amb el nom de Flora Napolitana: ossia, Descrizione delle piante indigene del regno di Napoli, e delle piu rare specie di piante esotiche coltivate ne' Giardini ... Napoli: Nella Stamperia reale.

## Publicacions
- Vol. 1: 1811-15 - Prodromus Florae Neapolitanae on pp. V-LVII
- Vol. 2: 1820
- Vol. 3: 1824-29; Prodromus Fl. Neapol. Suppl. IV on pp. III-XII
- Vol. 4: 1830
- Vol. 5: 1835-38